# Jaylen Adams
Jaylen Tairique Adams (Elkridge, Maryland, 4 de mayo de 1996) es un baloncestista estadounidense que pertenece a la plantilla del Al Ahli Tripoli de la BAL. Con 1,88 metros de estatura, juega en la posición de base.

## Trayectoria deportiva

### Universidad
Jugó cuatro temporadas con los Bonnies de la Universidad de St. Bonaventure, en las que promedió 17,4 puntos, 3,4 rebotes, 5,4 asistencias y 1,5 robos de balón por partido. En sus tres últimas temporadas fue incluido en el mejor quinteto de la Atlantic 10 Conference, siendo elegido en 2018 como Co-Jugador del Año de la A-10, compartiendo el premio con Peyton Aldridge de Davidson.

#### Estadísticas
| Año     | Equipo          | PJ  | PT  | MPP  | %TC  | %3P  | %TL  | RPP | APP | ROB | TPP | PPP  |
| ------- | --------------- | --- | --- | ---- | ---- | ---- | ---- | --- | --- | --- | --- | ---- |
| 2014–15 | St. Bonaventure | 22  | 22  | 32.5 | .386 | .324 | .783 | 2.5 | 4.5 | 1.1 | .0  | 10.0 |
| 2015–16 | St. Bonaventure | 30  | 30  | 37.5 | .445 | .438 | .874 | 3.7 | 5.0 | 1.3 | .3  | 17.9 |
| 2016–17 | St. Bonaventure | 30  | 29  | 37.4 | .419 | .356 | .821 | 3.7 | 6.5 | 2.1 | .2  | 20.6 |
| 2017–18 | St. Bonaventure | 28  | 27  | 37.0 | .437 | .436 | .851 | 3.4 | 5.2 | 1.5 | .3  | 19.1 |
| Total   | Total           | 110 | 108 | 36.3 | .427 | .394 | .838 | 3.4 | 5.4 | 1.5 | .2  | 17.4 |

### Profesional
Tras no ser elegido en el Draft de la NBA de 2018, jugó las Ligas de Verano de la NBA con los Atlanta Hawks, donde en siete partidos promedió 9,0 puntos y 2,7 rebotes. El 1 de julio firmó un contrato dual con los Hawks y su equipo filial de la G League, los Erie BayHawks.
El 20 de agosto de 2019, Adams firmó un contrato de exhibición con los Milwaukee Bucks. Fue cortado durante el training camp y asignado al equipo filial de la G League, los Wisconsin Herd. Adams anotó 39 puntos, incluyendo 6 triples, en la victoria ante los Grand Rapids Drive (122-115) el 22 de enero de 2020. Y, el 4 de marzo, repartió 14 asistencias en la derrota ante los Canton Charge (106-108), siendo ambas marcas sus récords personales en la liga de desarrollo, donde promedió 21,5 puntos, 5 rebotes y 5,4 asistencias.
Al término de esa temporada, el 29 de junio de 2020, Adams firmó con los Portland Trail Blazers de cara a la reanudación de la temporada 2019-20, para reemplazar a Trevor Ariza.
Tras disputar tres encuentros con los Blazers, el 21 de noviembre de 2020, ficha por Milwaukee Bucks. El 4 de marzo de 2021 es despedido por los Bucks, y cinco días más tarde fichó por el Promitheas Patras B.C. de la A1 Ethniki griega, equipo con el que no llegó a debutar.
El 22 de agosto de 2021, Adams firmó con los Sydney Kings de la NBL Australia. Allí jugó una temporada en la que promedió 20,8 puntos y 5,1 rebotes por partido. Acabó ganando la liga y fue elegido MVP del campeonato.
El 29 de julio de 2022 firmó con el Estrella Roja de la Liga de Serbia.
Se consagró campeón de la temporada 2025 de la BAL jugando para el equipo libio Al Ahli Tripoli.

## Estadísticas de su carrera en la NBA

### Temporada regular
| Año     | Equipo  | PJ | PT | MPP  | %TC  | %3P  | %TL  | RPP | APP | ROB | TPP | PPP |
| ------- | ------- | -- | -- | ---- | ---- | ---- | ---- | --- | --- | --- | --- | --- |
| 2018-19 | Atlanta | 34 | 1  | 12.6 | .345 | .338 | .778 | 1.8 | 1.9 | .4  | .1  | 3.2 |
| Total   | Total   | 34 | 1  | 12.6 | .345 | .338 | .778 | 1.8 | 1.9 | .4  | .1  | 3.2 |

### Playoffs
| Año     | Equipo   | PJ | PT | MPP | %TC  | %3P  | %TL  | RPP | APP | ROB | TPP | PPP |
| ------- | -------- | -- | -- | --- | ---- | ---- | ---- | --- | --- | --- | --- | --- |
| 2019-20 | Portland | 3  | 0  | 7.0 | .333 | .000 | .000 | 1.0 | .7  | .3  | .0  | 2.0 |
| Total   | Total    | 3  | 0  | 7.0 | .333 | .000 | .000 | 1.0 | .7  | .3  | .0  | 2.0 |

### Redes sociales
- Jaylen Adams en X (antes Twitter)
- Jaylen Adams en Facebook
- Jaylen Adams en Instagram

- Datos: Q50990042
- Multimedia: Jaylen Adams / Q50990042